# G20 del 2016
Il G20 del 2016 è stato l'undicesimo meeting del Gruppo dei Venti (G20). Si è tenuto il 4 e 5 settembre 2016 nella città di Hangzhou, in Cina. È stato il primo vertice del G20 ospitato dalla Cina e il secondo ospitato da una nazione asiatica, dopo quello del 2010 in Corea del Sud. La riunione è stata guidata dal Presidente cinese Xi Jinping.

## Agenda

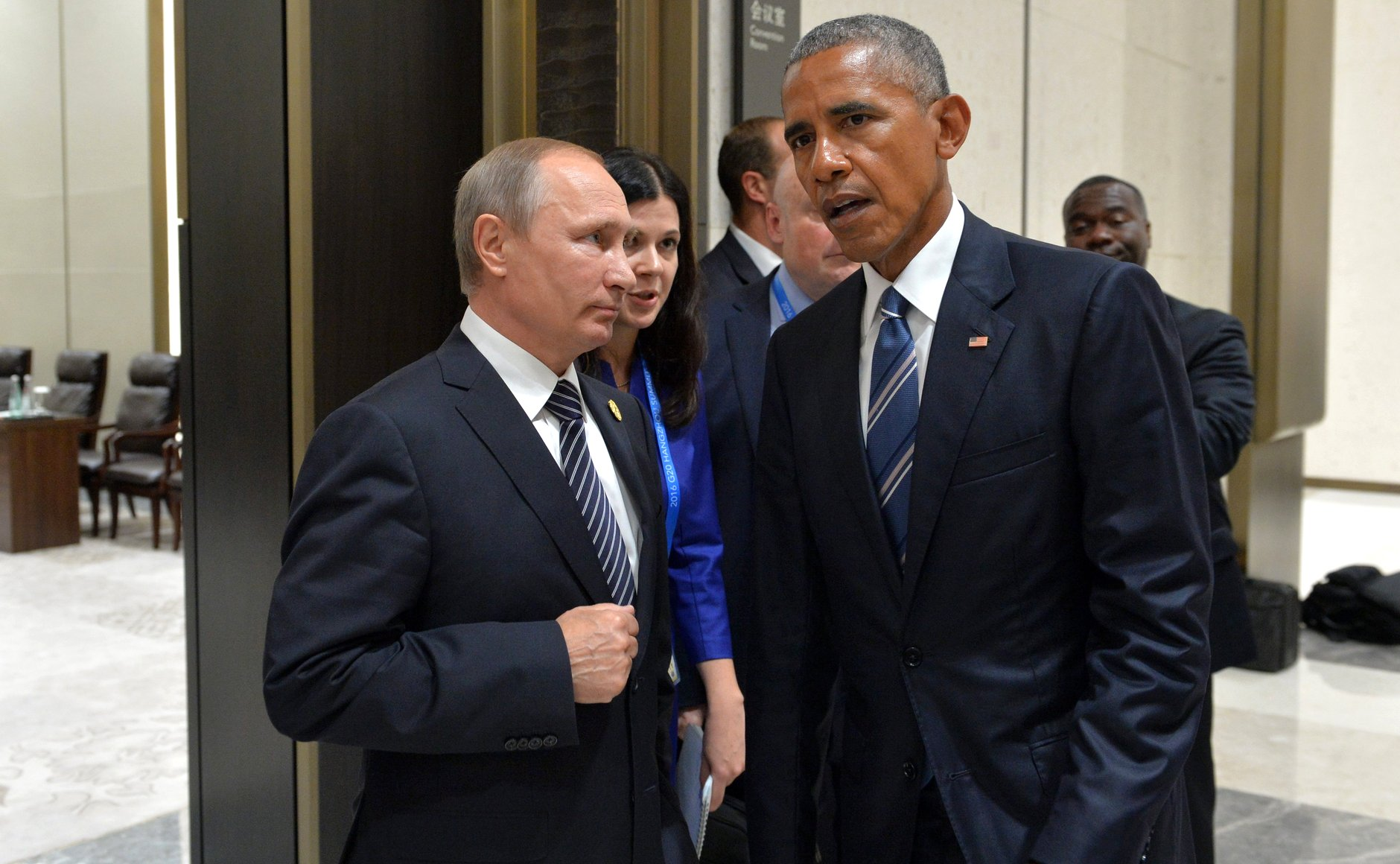
Vladimir Putin e Barack Obama, il 5 settembre 2016.

### Inquinamento in Cina
Nei giorni precedenti il G20 di Hangzhou, solo alcuni tipi di veicoli furono autorizzati a circolare in città, tutti i cantieri furono bloccati, tutti gli abitanti ricevettero una settimana di interruzione del lavoro (e furono incoraggiati a lasciare la città) e le fabbriche della regione (tra cui più di duecento centri siderurgici) furono incoraggiati a fermare la produzione (per ridurre temporaneamente l'inquinamento dell'aria).

### Cambiamenti climatici
Il 3 settembre 2016, Barack Obama e Xi Jinping annunciarono la ratifica dell'Accordo di Parigi (della XXI Conferenza delle Parti dell'UNFCCC) da parte dei loro Paesi. Questo ha portato a 26 il numero delle nazioni che hanno ratificato l'accordo; gli Stati Uniti e la Cina rappresentano rispettivamente il 18 % e il 20 % delle emissioni globali di anidride carbonica (il maggior responsabile del riscaldamento globale).

### Economia
Per quanto riguarda l'economia i temi principali del comunicato finale del summit sono stati:
- Lotta all'evasione fiscale (richiesta all'Organizzazione per la cooperazione e lo sviluppo economico di una black list dei paradisi fiscali).
- Favoreggiamento del commercio internazionale attraverso investimenti e opposizione al protezionismo.
- Stimolo dell'economia e dell'innovazione per incrementare la crescita economica.
- Contrasto agli "attacchi populisti" contro la globalizzazione.
- Rafforzamento del supporto per i rifugiati.

## Partecipanti

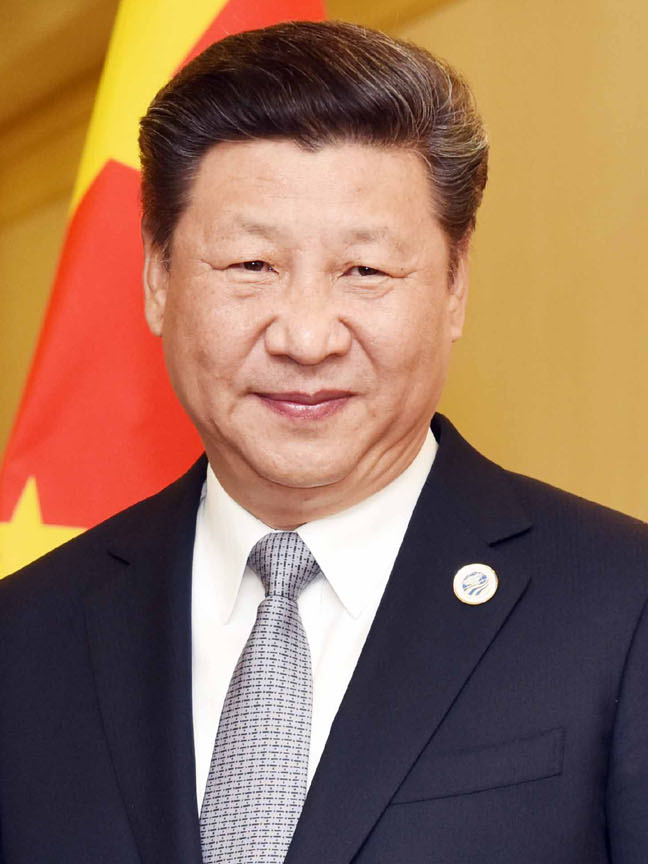
CHN Xi Jinping, Presidente
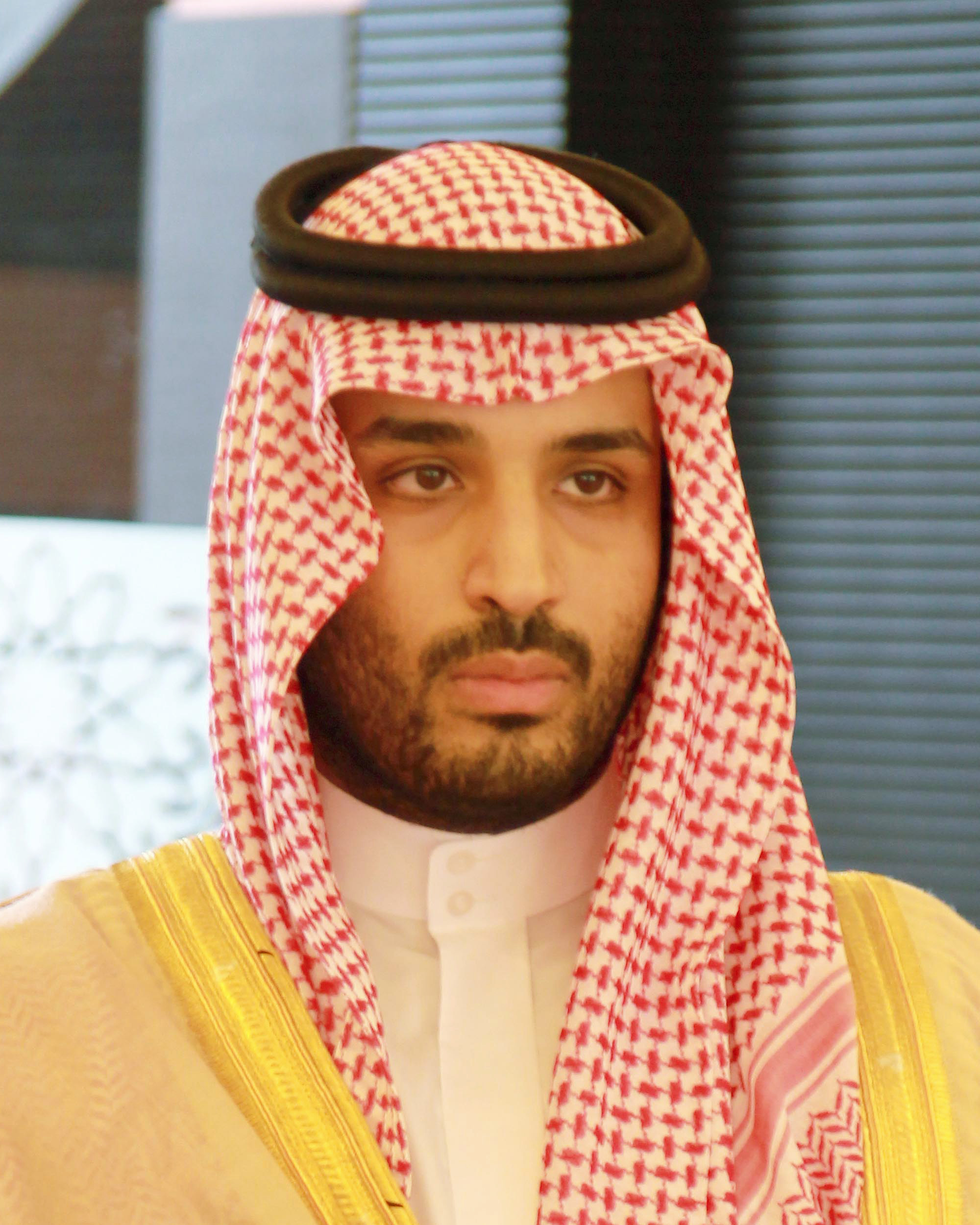
SAU Mohammad bin Salman Al Saud, Vice Principe della Corona
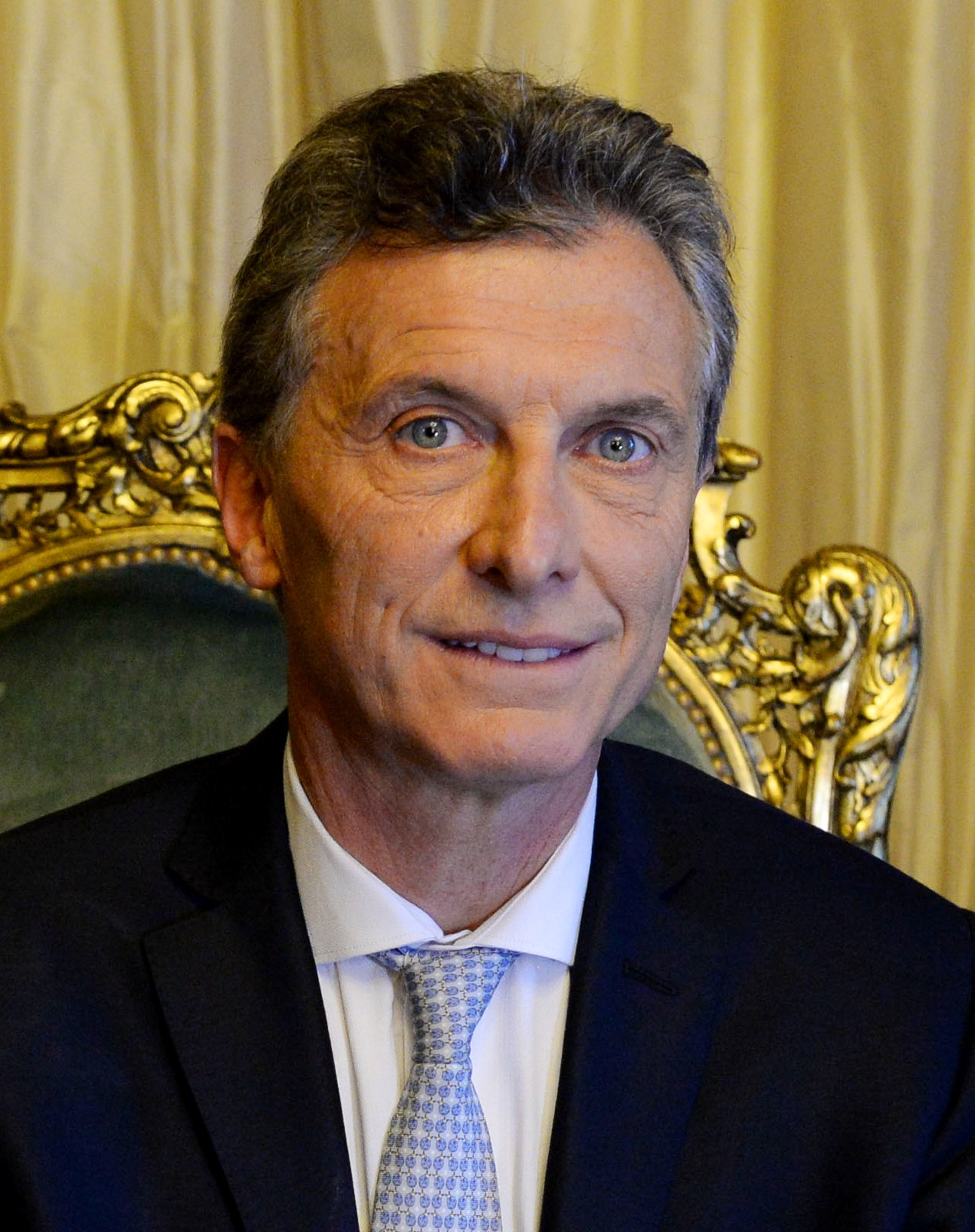
ARG Mauricio Macri, Presidente
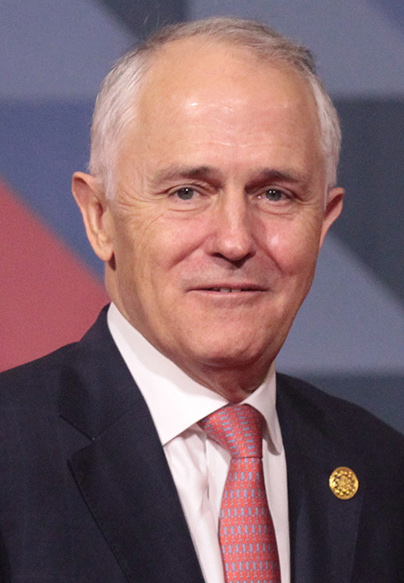
AUS Malcolm Turnbull, Primo ministro
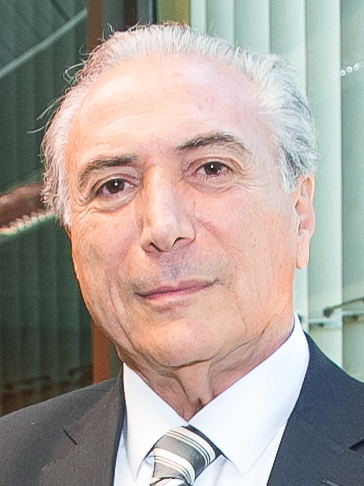
BRA Michel Temer, Presidente
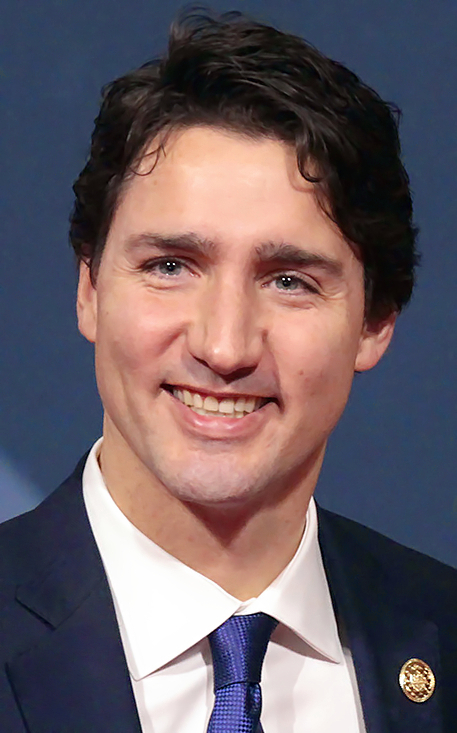
CAN Justin Trudeau, Primo ministro
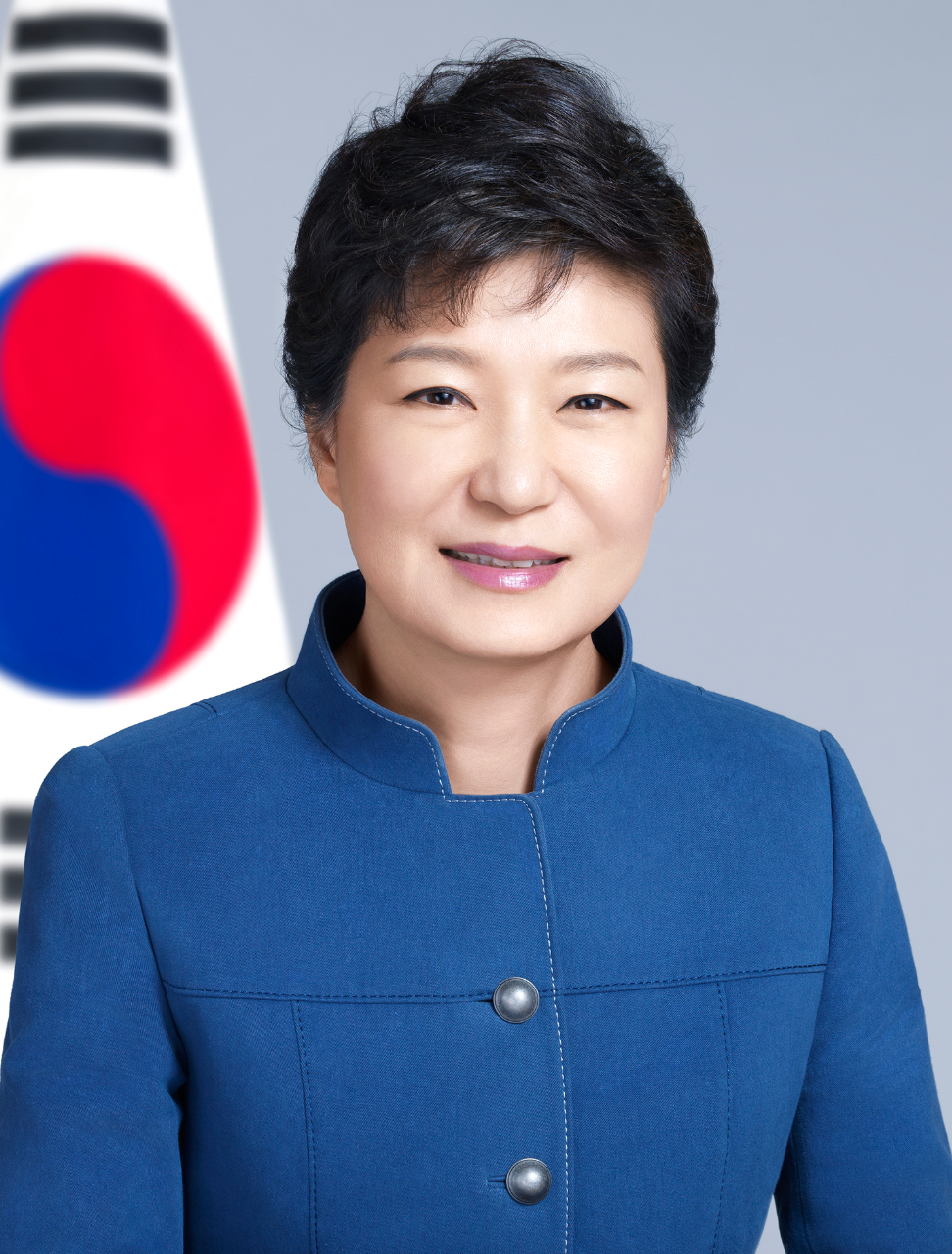
KOR Park Geun-hye, Presidente
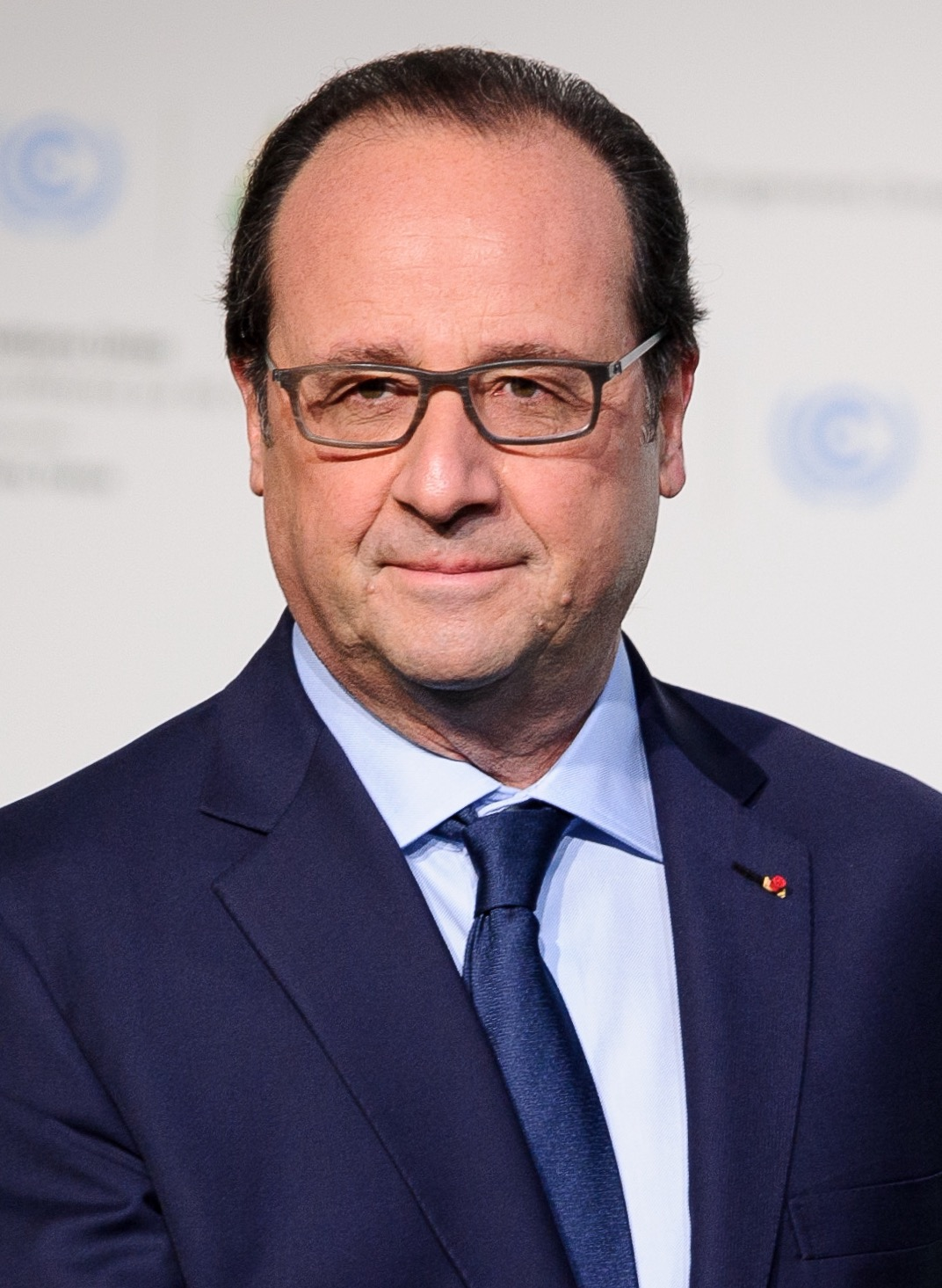
FRA François Hollande, Presidente
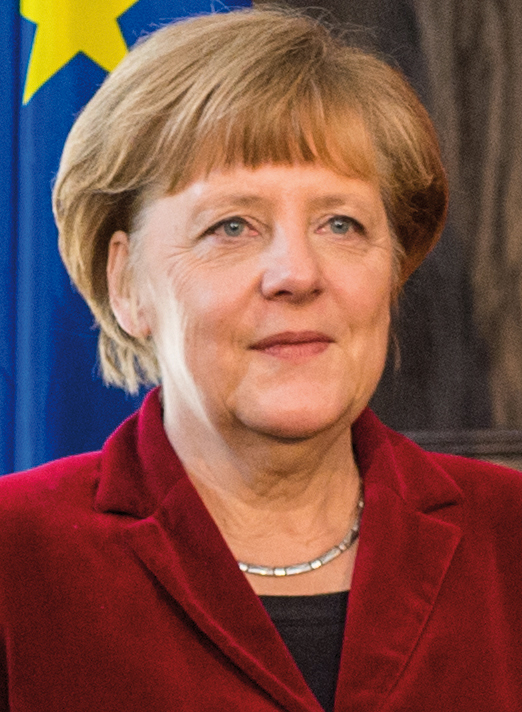
DEU Angela Merkel, Cancelliera
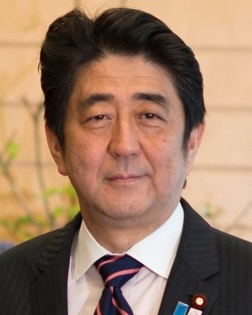
JPN Shinzō Abe, Primo ministro
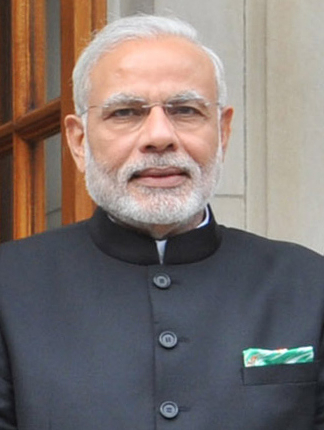
IND Narendra Modi, Primo ministro
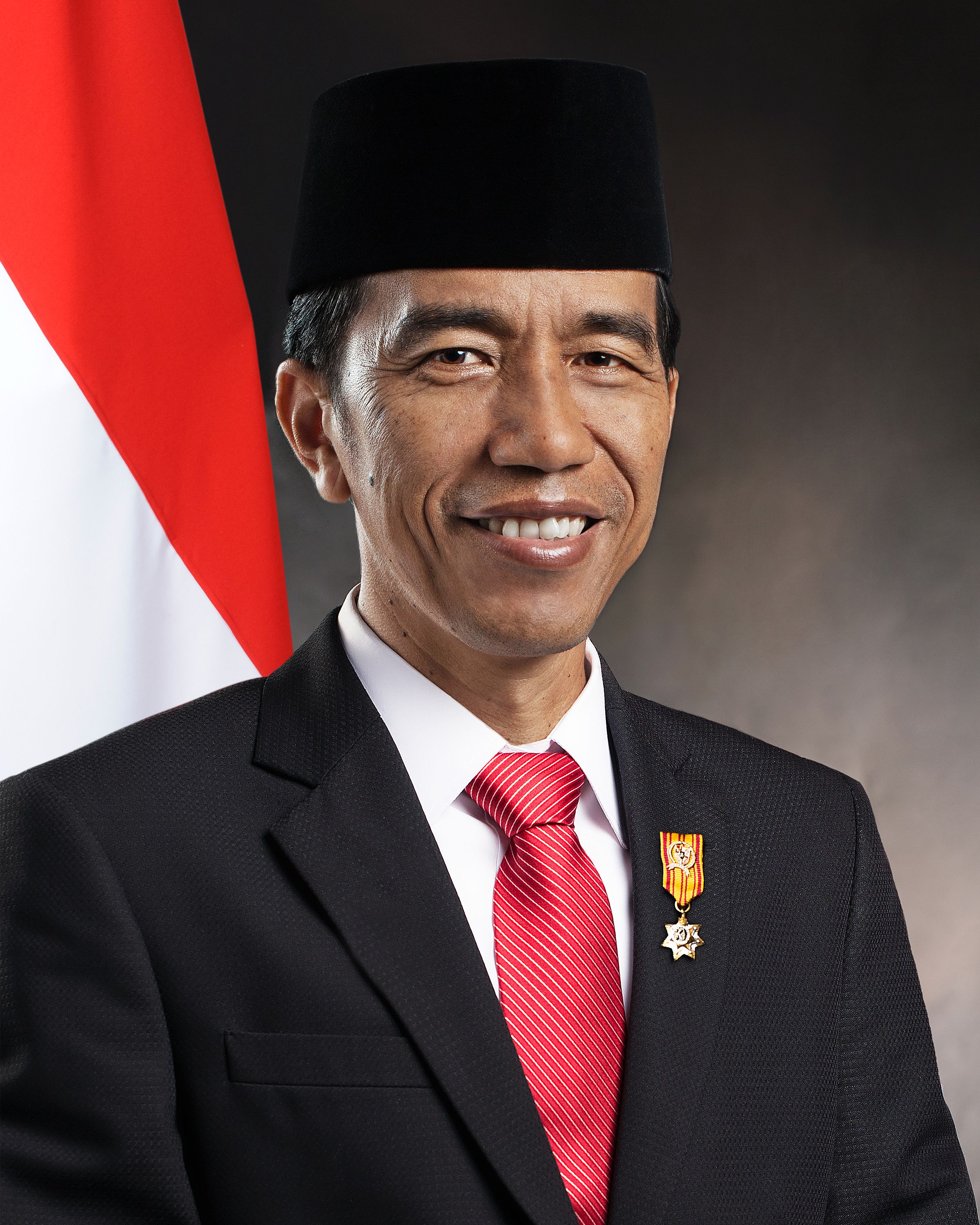
IDN Joko Widodo, Presidente
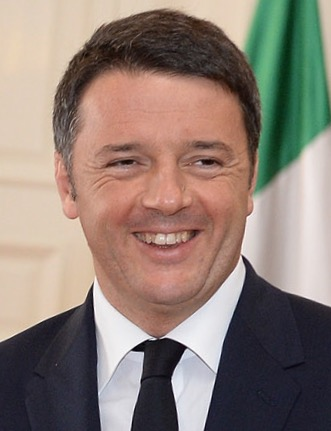
ITA Matteo Renzi, Presidente del Consiglio
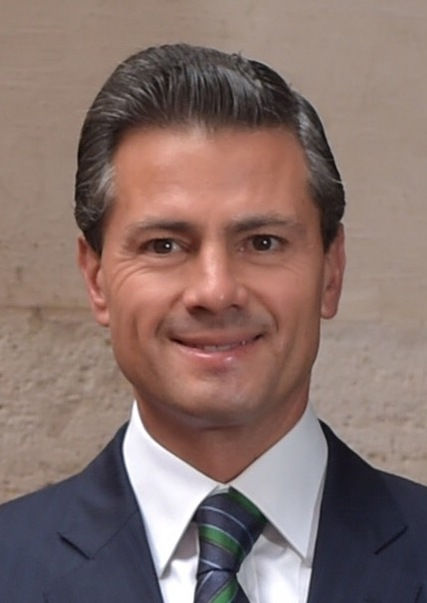
MEX Enrique Peña Nieto, Presidente
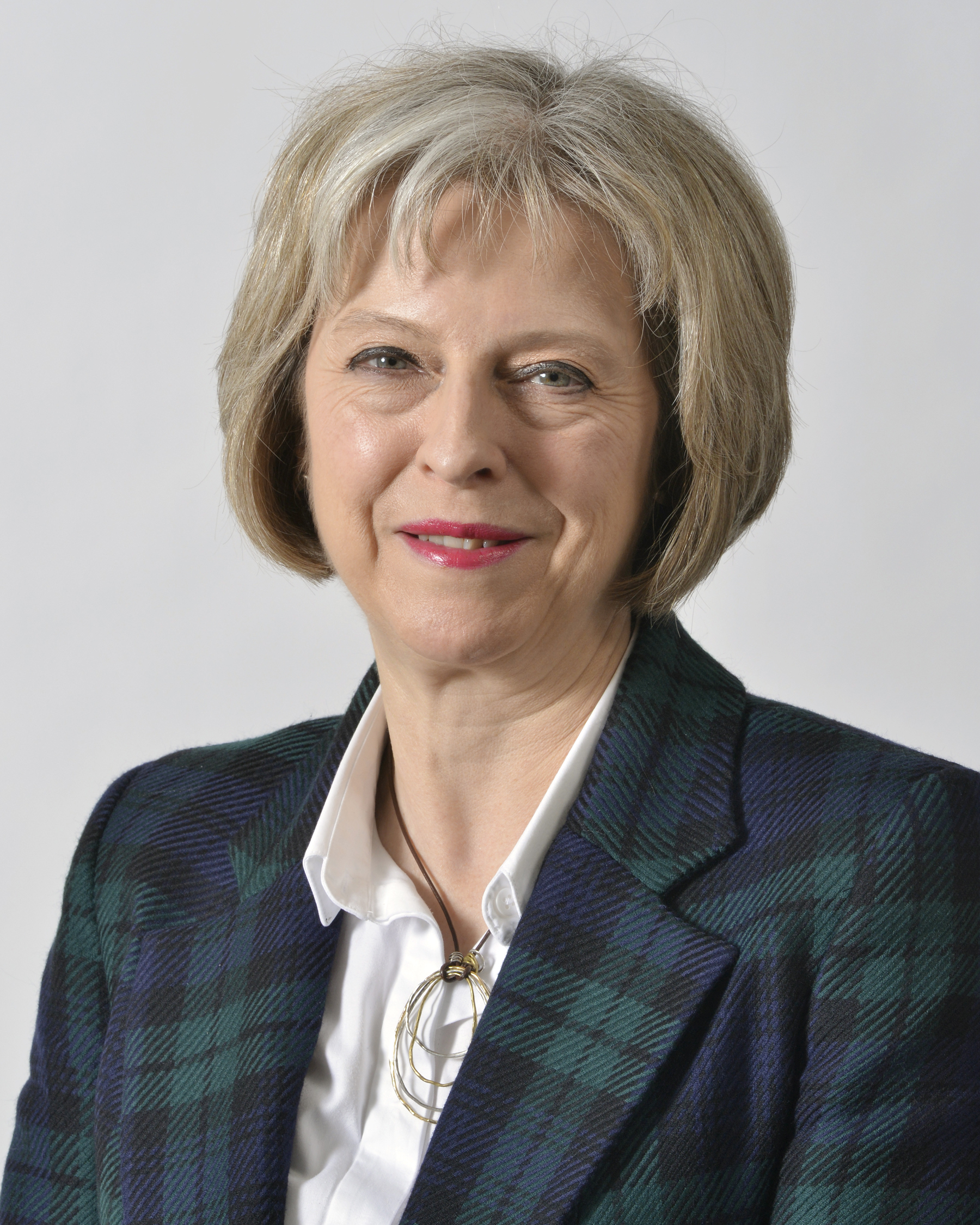
GBR Theresa May, Primo ministro
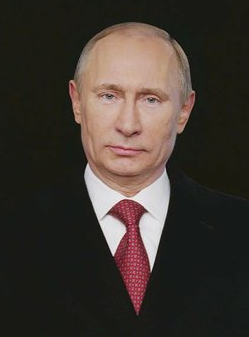
RUS Vladimir Putin, Presidente
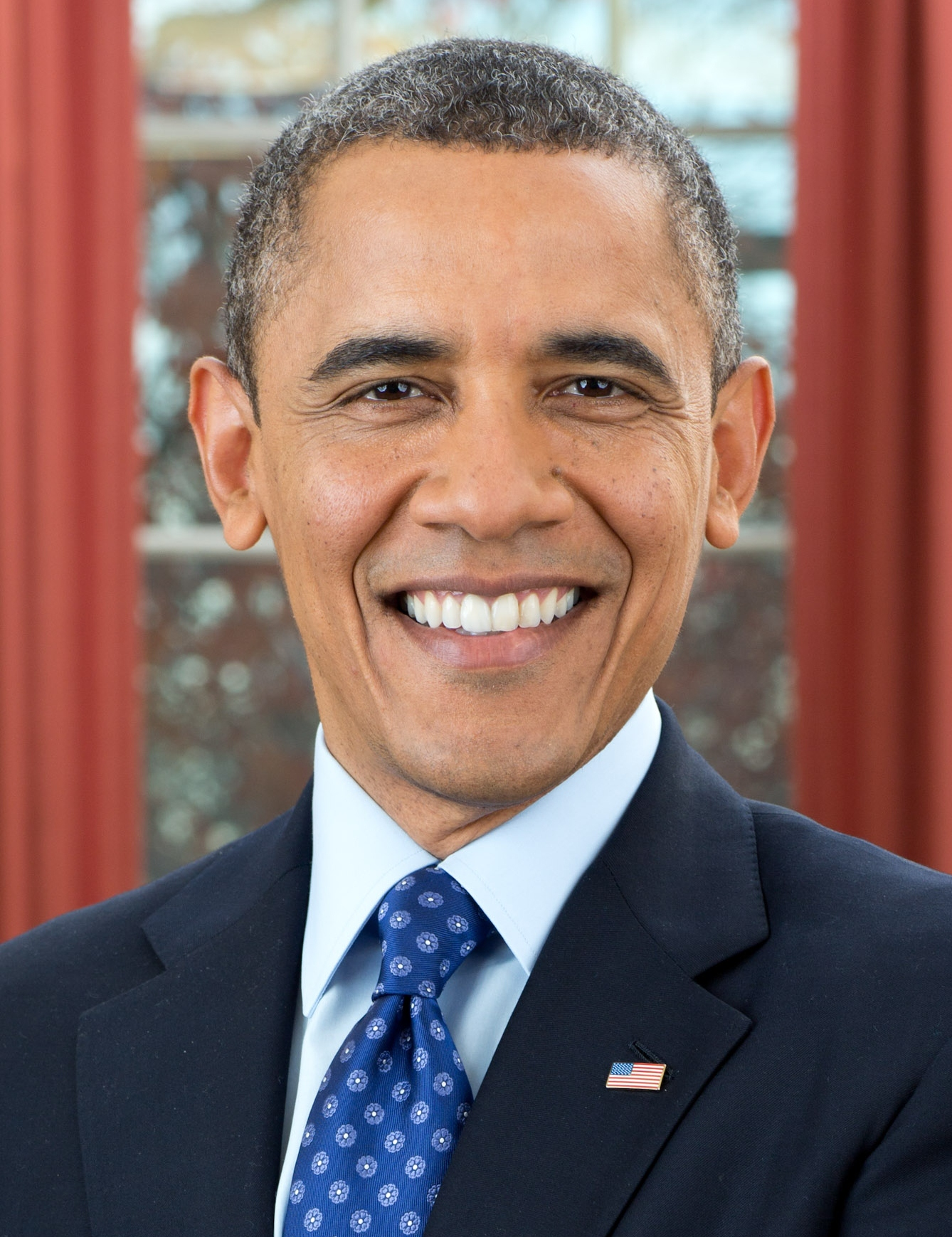
USA Barack Obama, Presidente
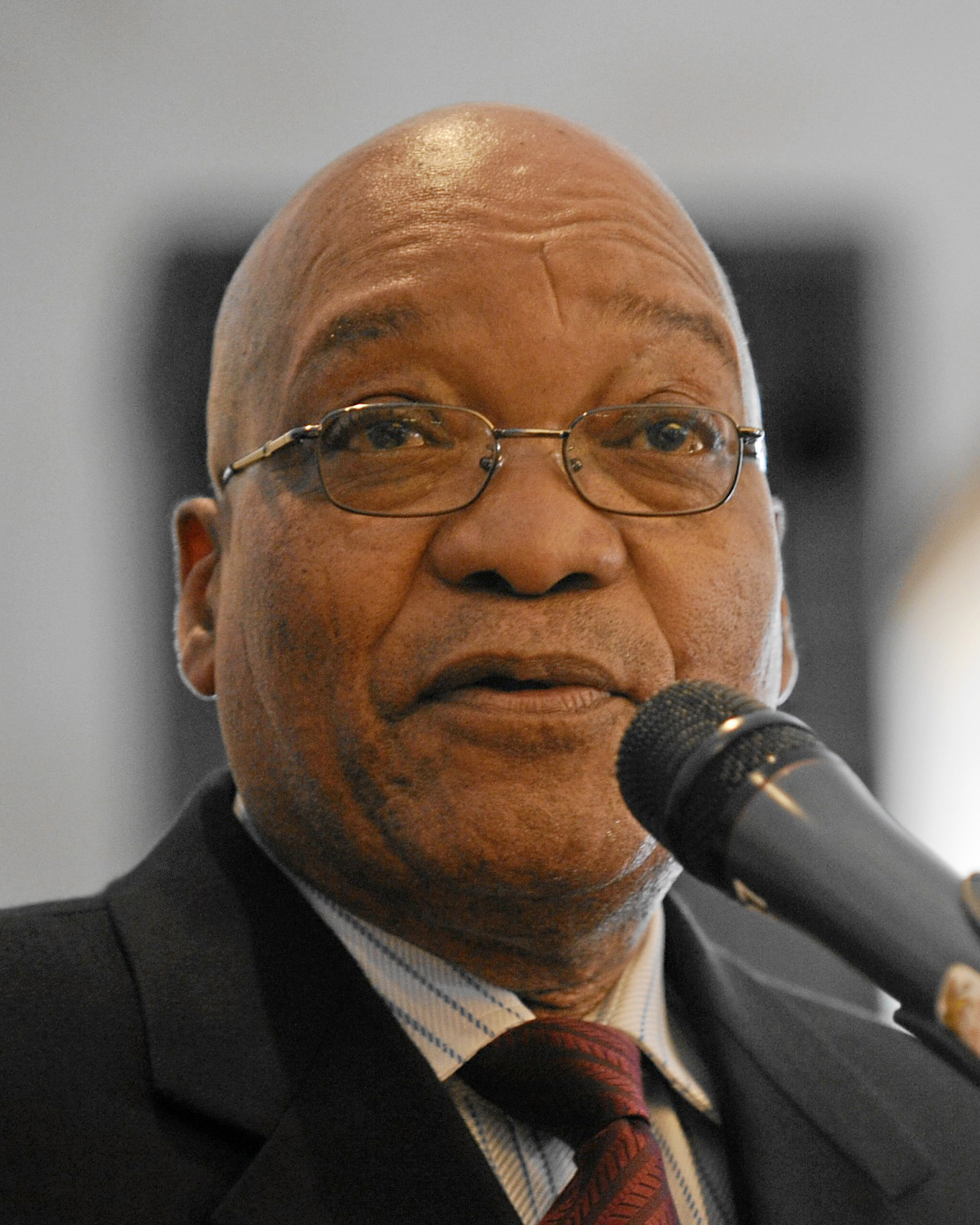
ZAF Jacob Zuma, Presidente
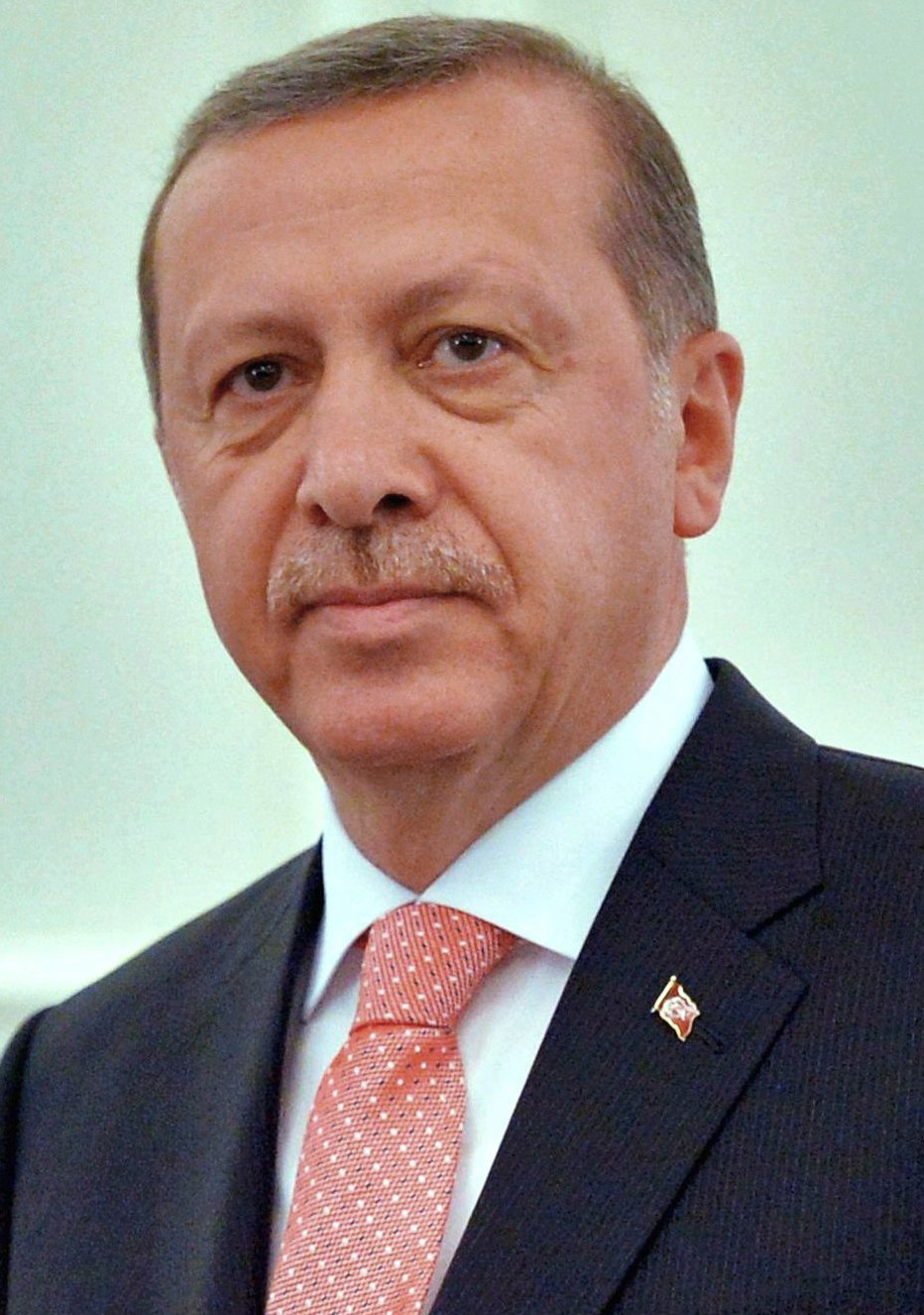
TUR Recep Tayyip Erdoğan, Presidente
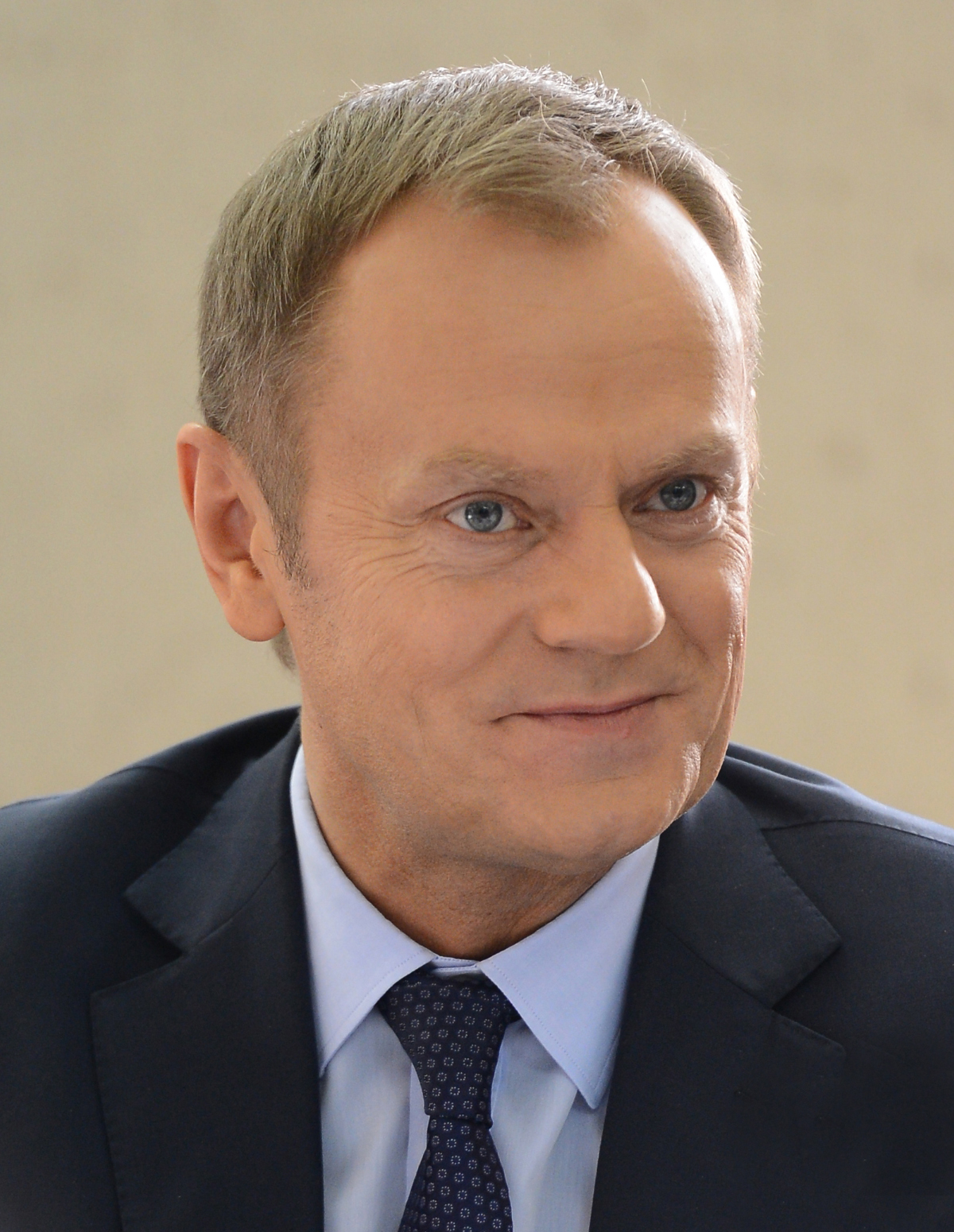
' Donald Tusk, Presidente del Consiglio europeo
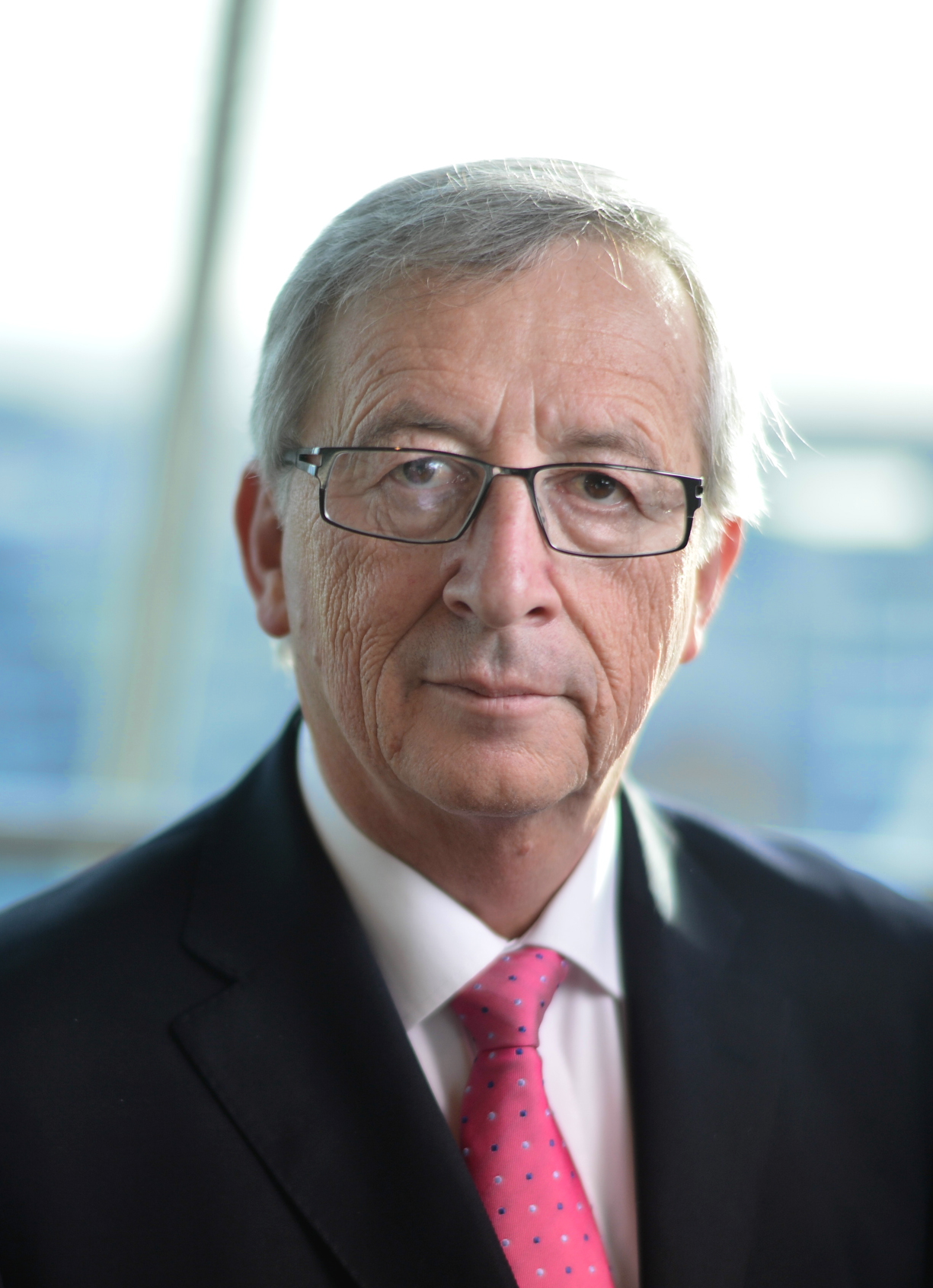
' Jean-Claude Juncker, Presidente della Commissione

- Cina
Xi Jinping,
 Presidente
- Arabia Saudita
Mohammad bin Salman Al Saud,
Vice Principe della Corona
- Argentina
Mauricio Macri,
Presidente
- Australia
Malcolm Turnbull,
Primo ministro
- Brasile
Michel Temer,
Presidente
- Canada
Justin Trudeau,
Primo ministro
- Corea del Sud
Park Geun-hye,
Presidente
- Francia
François Hollande,
Presidente
- Germania
Angela Merkel,
Cancelliera
- Giappone
Shinzō Abe,
Primo ministro
- India
Narendra Modi,
Primo ministro
- Indonesia
Joko Widodo,
Presidente
- Italia
Matteo Renzi,
Presidente del Consiglio
- Messico
Enrique Peña Nieto,
Presidente
- Regno Unito
Theresa May,
Primo ministro
- Russia
Vladimir Putin,
Presidente
- Stati Uniti
Barack Obama,
Presidente
- Sudafrica
Jacob Zuma,
Presidente
- Turchia
Recep Tayyip Erdoğan,
Presidente
- Unione europea
Donald Tusk,
Presidente del Consiglio europeo
- Unione europea
Jean-Claude Juncker,
Presidente della Commissione

### Leader invitati

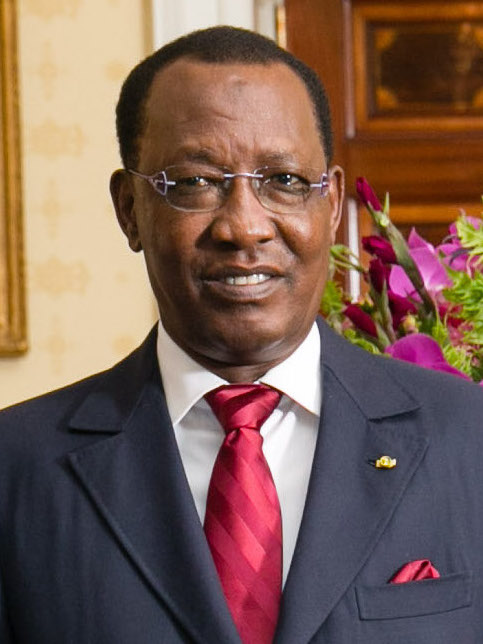
TCD Idriss Déby, Presidente
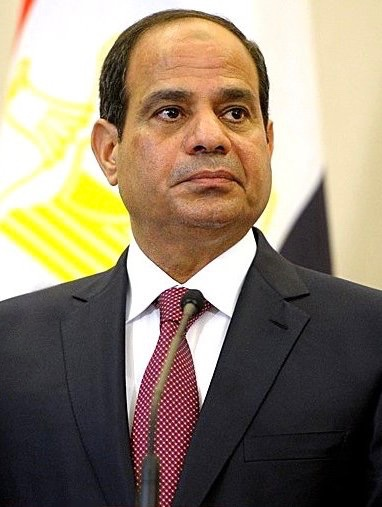
EGY ʿAbd al-Fattāḥ al-Sīsī, Presidente
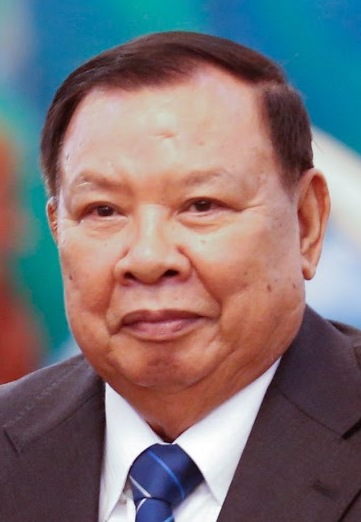
LAO Bounnhang Vorachith, Presidente
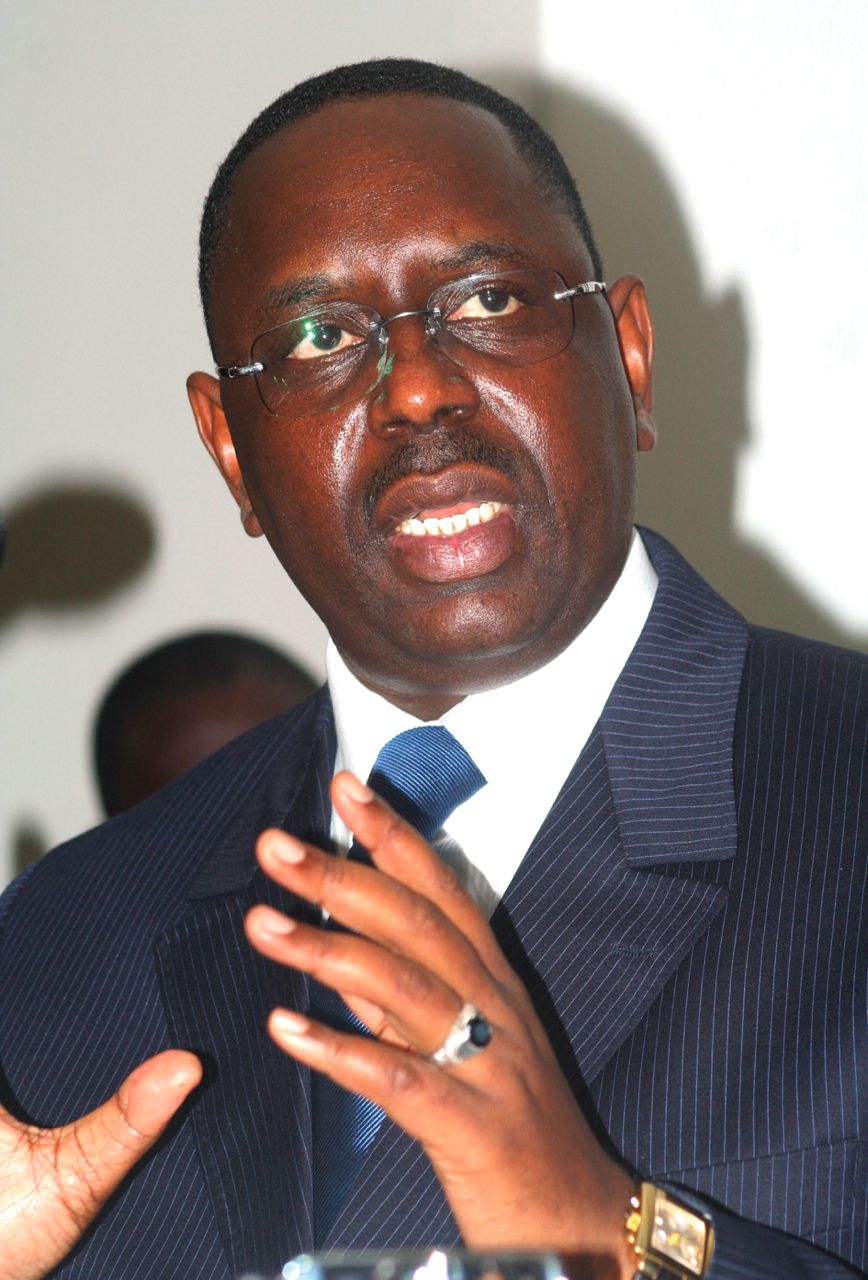
SEN Macky Sall, Presidente
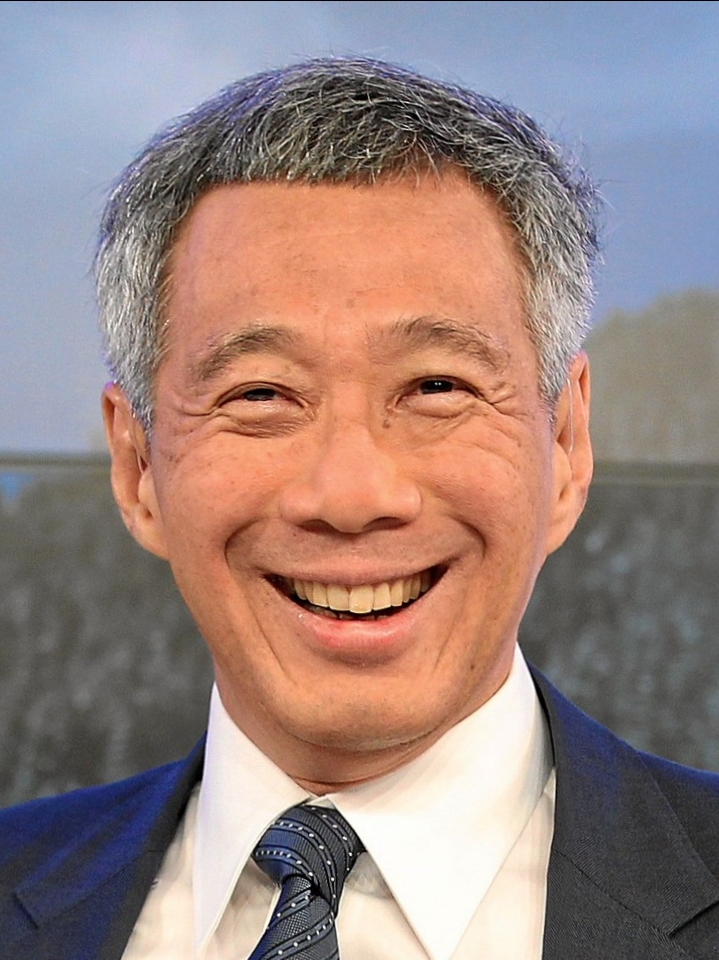
SGP Lee Hsien Loong, Primo ministro
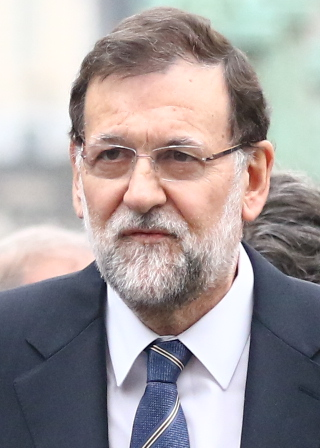
ESP Mariano Rajoy, Presidente del Governo, Ospite permanente
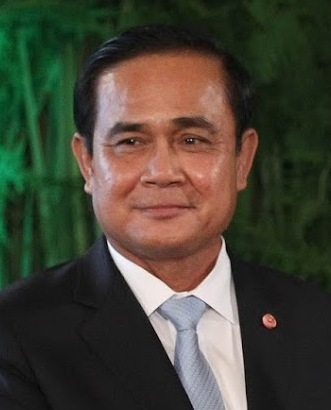
THA Prayuth Chan-ocha, Primo ministro

- Ciad
Idriss Déby,
Presidente[9]
- Egitto
ʿAbd al-Fattāḥ al-Sīsī,
Presidente
- Laos
Bounnhang Vorachith,
Presidente[10]
- Senegal
Macky Sall,
Presidente[11]
- Singapore
Lee Hsien Loong,
Primo ministro
- Spagna
Mariano Rajoy,
Presidente del Governo, Ospite permanente
- Thailandia
Prayuth Chan-ocha,
Primo ministro

### Organizzazioni internazionali

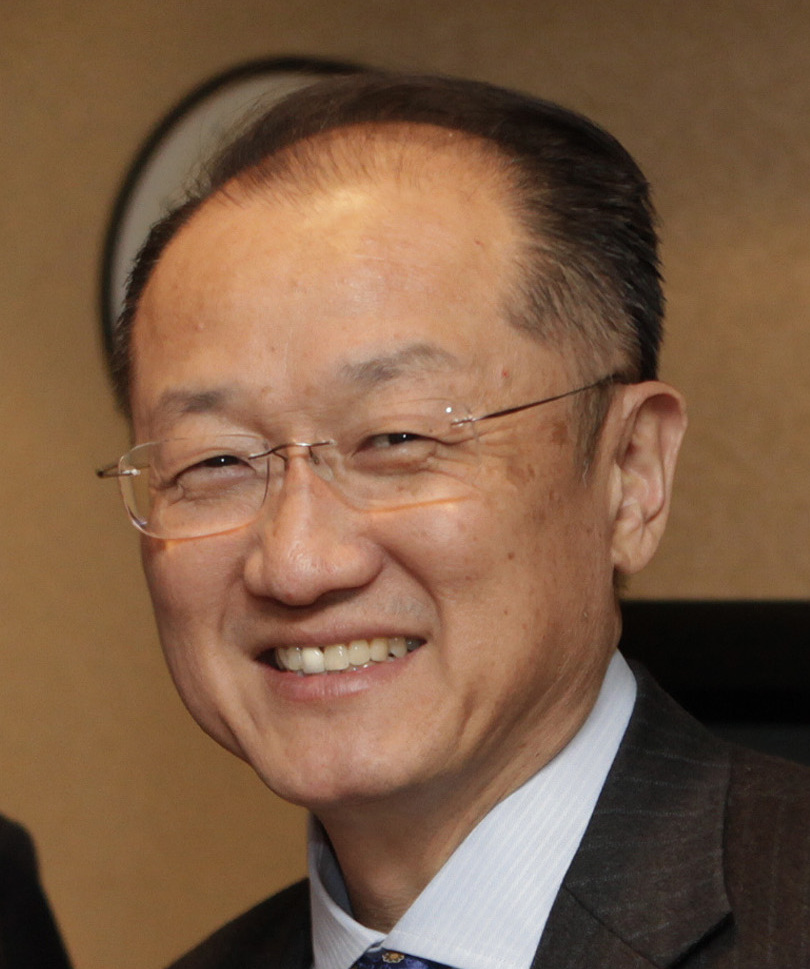
Banca Mondiale Jim Yong Kim, Presidente
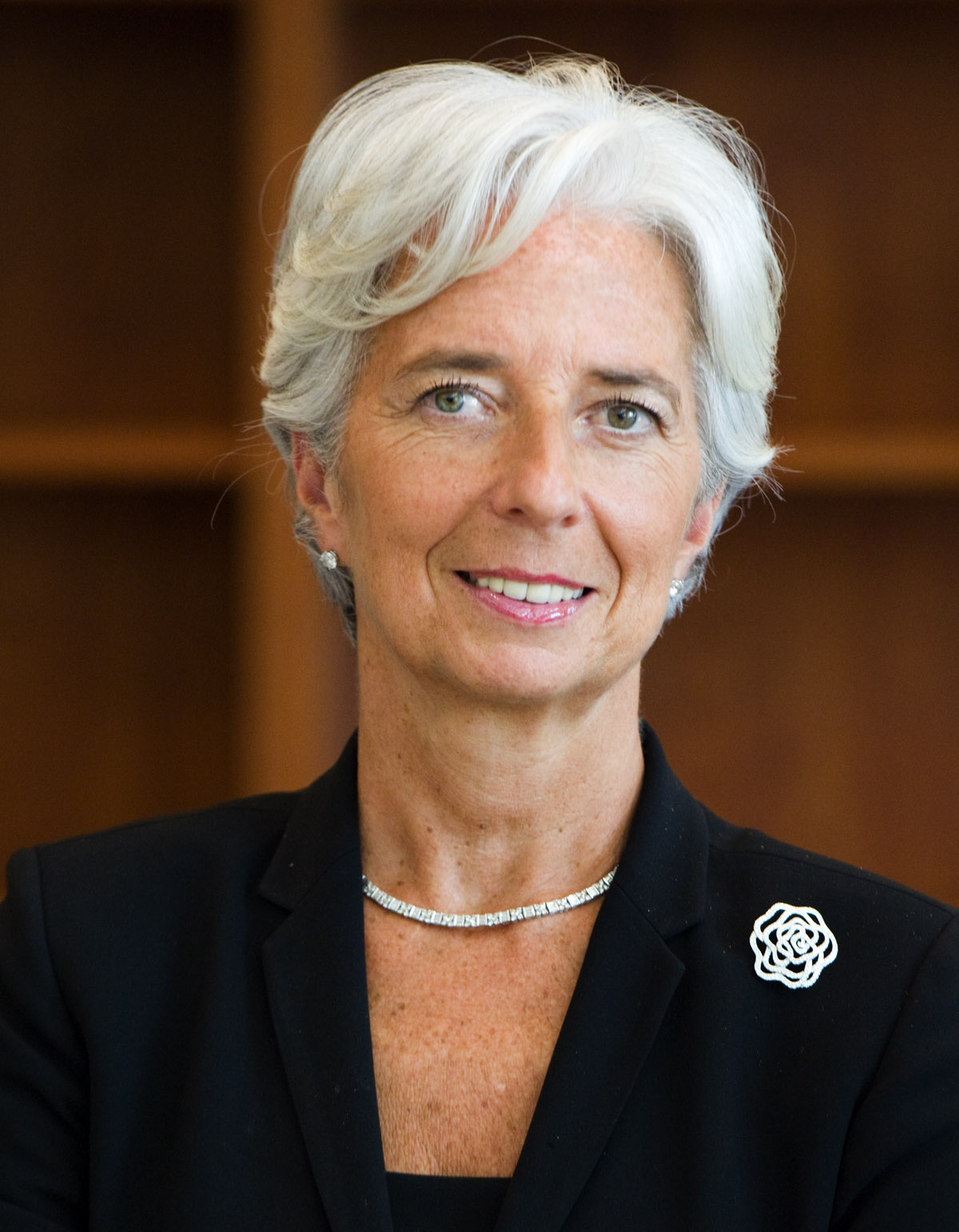
Fondo Monetario Internazionale Christine Lagarde, Direttore Operativo
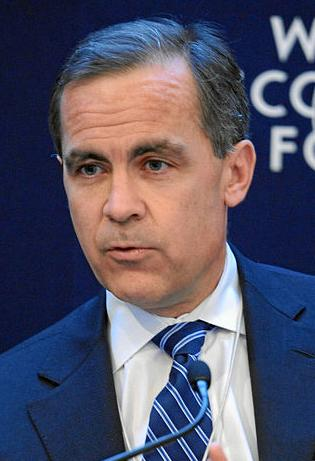
Consiglio per la stabilità finanziaria Mark Carney, Presidente
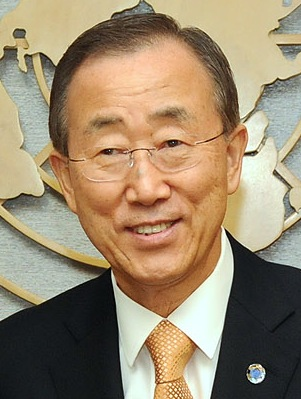
Nazioni Unite Ban Ki-moon, Segretario generale
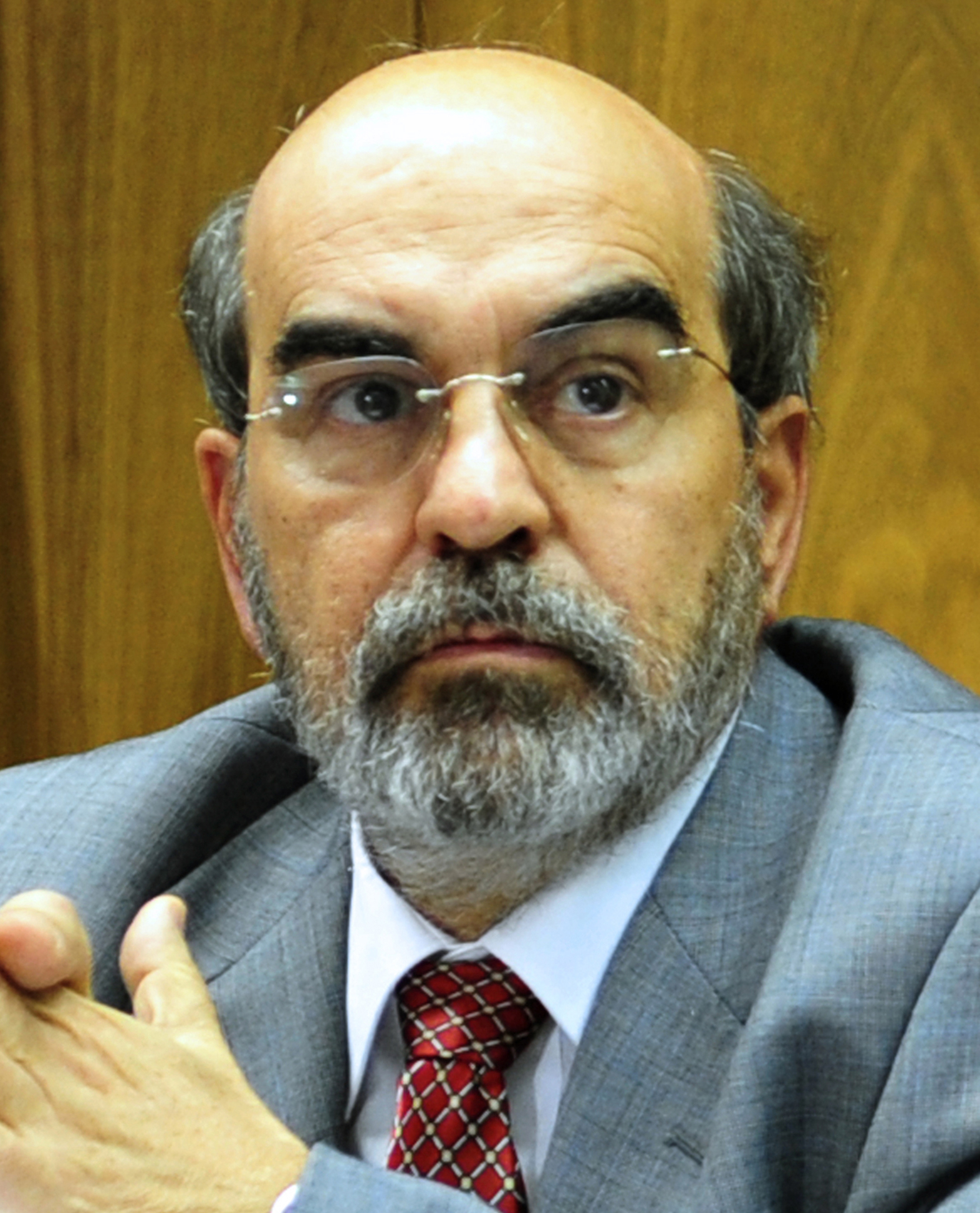
FAO José Graziano da Silva, Presidente
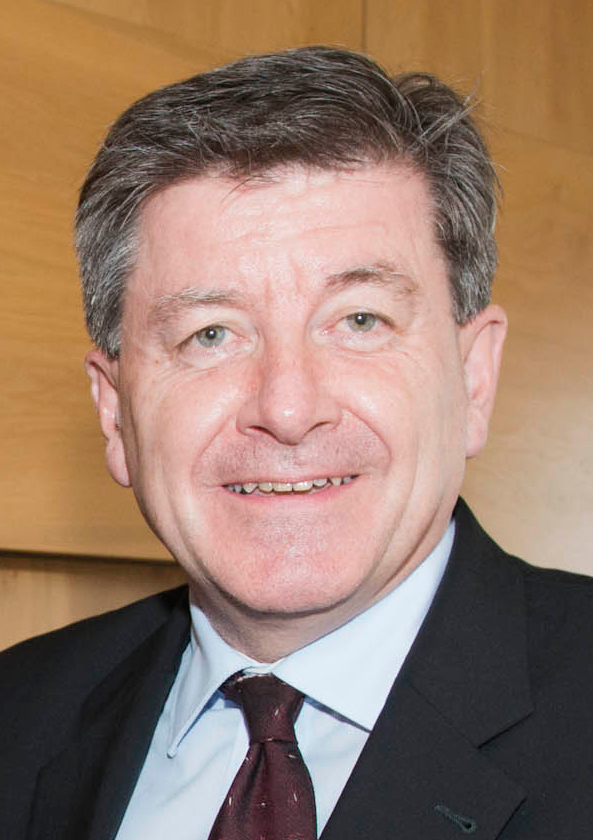
ILO Guy Ryder, Direttore generale
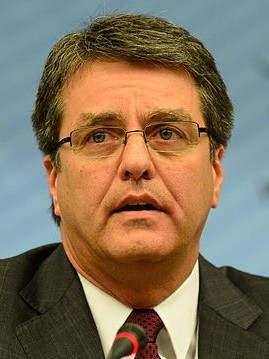
OMC Roberto Azevêdo, Direttore generale
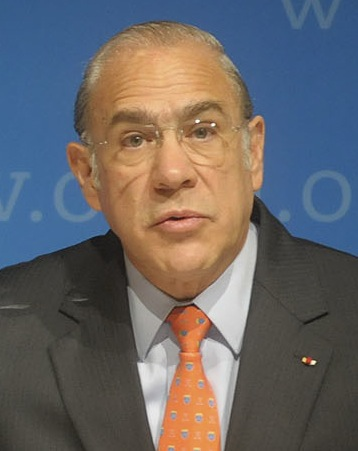
OCSE Ángel Gurría, Segretario generale